# Румяна Тодорова
Румяна Тодорова е българска попфолк певица.
Работи с „Ара Аудио-видео“ в периода между 2000 и 2005 г. Има издаден само един албум, озаглавен „Време е сега“. Сред най-популярните ѝ песни са „Огън, не жена“, „Съдията (The judge)“, „Време е сега“, „Грозна като смъртта“, „Неразгадана“ и „Вярна в любовта“. През 2005 г. преустановява музикалната си кариера, а впоследствие се отдава на семейството си.

## Дискография
- Време е сега (2000)